# Nacionalno prvenstvo ZDA 1904
Nacionalno prvenstvo ZDA 1904 v tenisu.

## Moški posamično
Holcombe Ward :  William Clothier  10-8 6-4 9-7

## Ženske posamično
May Sutton :  Elisabeth Moore  6-1, 6-2

## Moške dvojice
Holcombe Ward /  Beals Wright :  Kreigh Collins /  Raymond Little 1–6, 6–2, 3–6, 6–4, 6–1

## Ženske dvojice
May Sutton /  Miriam Hall :  Elisabeth Moore /  Carrie Neely 3–6, 6–3, 6–3

## Mešane dvojice
Elisabeth Moore /  Wylie C. Grant :  May Sutton /  Trevanion Dallas 6–2, 6–1